# I quattro cavalieri dell'Apocalisse (film 1962)
I quattro cavalieri dell'Apocalisse (The Four Horsemen of the Apocalypse) è un film del 1962 diretto da Vincente Minnelli, basato sull'omonimo romanzo di Vicente Blasco Ibáñez.

## Trama
Il patriarca Julio Madariaga riunisce le figlie con le rispettive famiglie, la francese Desnoyers e la tedesca von Hartrott, per una cena dove Heinrich von Hartrott, di ritorno da Berlino, manifesta il proprio entusiasmo per Adolf Hitler. Ciò provoca la dura reazione di Madariaga che, in un furioso sfogo, maledice il nazismo, invocando la visione dei Quattro Cavalieri citati nell'Apocalisse: Morte, Carestia, Pestilenza e Guerra, morendo poi tra le braccia del nipote Julio Desnoyers.
La morte di Madariaga divide nuovamente le due famiglie: i von Hartrott tornano a Berlino e i Desnoyers a Parigi.
Con lo scoppio della II guerra mondiale, Parigi viene occupata dai nazisti ed Heinrich, diventato ufficiale SS, l'élite del Partito Nazista, incontra in un locale il cugino Julio, inguaribile dongiovanni e viveur dedito alla vita mondana, accompagnato da Marguerite Laurier, il cui marito Etienne Laurier è partito per il fronte. Durante la serata le continue ed insistenti avance del Generale von Kleig a Madame Laurier irritano Julio, provocando la reazione sproporzionata di von Kleig, ma solo l'intervento di Heinrich impedisce che il cugino venga arrestato. Heinrich accusa il generale di abuso di potere, grazie al fatto che, pur essendo di grado inferiore (è colonnello), egli gode di un prestigio di gran lunga maggiore di quello di von Kleig, che infatti cede senza protestare.
Nel frattempo Chi Chi, la giovane Desnoyers, entra nella Resistenza parigina e viene arrestata dai nazisti insieme ad alcuni compagni. Il padre Marcelo Desnoyers riesce insieme a Julio ad ottenere dal cognato Karl von Hartrott e da Heinrich la liberazione della ragazza, con la promessa che l'accaduto non si ripeta.
Etienne Laurier torna in pessime condizioni dalla prigionia e viene accolto da una stupefatta Madame Lurier. Intanto Julio continua la sua apparente vita mondana e gaudente, ma in realtà ferito dalla notizia della morte di Chi Chi, uccisa dopo essere stata nuovamente arrestata e torturata. Convinto che la propria neutralità non abbia più senso, egli entra a sua volta nella Resistenza. Qui incontra Etienne Laurier, che gli propone di raggiungere Heinrich in un rifugio segreto delle SS, approfittando della propria parentela, in modo da permettere agli Alleati di localizzarlo e bombardarlo.
Julio accetta la missione, raggiunge e incontra Heinrich in Normandia. Heinrich è al corrente che Julio è nella resistenza (Etienne Laurier, catturato, ha confessato) ed è sul punto di interrogarlo, ma durante la loro conversazione inizia un furioso bombardamento: l'automobile di Julio (fornita di segnalatore) ha permesso agli aerei alleati di localizzare il rifugio...

## Produzione
Il film fu prodotto dalla  Metro-Goldwyn-Mayer.
Vincente Minnelli, inizialmente riluttante a dirigere il film, lavorò in seguito anche alla sceneggiatura, spostando la storia dalla prima alla seconda guerra mondiale. Per i ruoli principali, il regista avrebbe voluto Alain Delon e Romy Schneider, i quali però declinarono. Minnelli scelse in un secondo momento Glenn Ford e la svedese Ingrid Thulin che venne doppiata da Angela Lansbury.
La maggior parte del film, che economicamente risultò un flop, venne girato a Parigi, durante la primavera e l'estate del 1960.
Tra gli interpreti, anche Mike Bongiorno che vi lavorò come comparsa, interpretando il ruolo di una delle guardie naziste al posto di blocco.